# Костинцы
Ко́стинцы (укр. Костинці) — село в Сторожинецкой городской общине Черновицкого района Черновицкой области Украины.
До 2020 года входило в Сторожинецкий район
Население по переписи 2001 года составляло 1244 человека. Почтовый индекс — 59011. Телефонный код — 3735. Код КОАТУУ — 7324585501.